# Финке, Герман
Герман Финке (нем. Hermann Finke; 12 ноября 1877, Карлсруэ — 8 января 1947, Гейдельберг) — немецкий библиотекарь и эпиграфист, почетный профессор Гейдельбергского университета.

## Биография
Герман Финке родился 12 ноября 1877 года; окончил среднюю школу в Карлсруэ в 1897 году, после чего стал студентом Гейдельбергского университета — изучал классическую филологию и историю. В 1904 году, под руководством Альфреда фон Домашевского, Финке получил степень кандидата наук за диссертацию об древнеримском историке Аммиане Марцеллине. Еще до защиты диссертации, с 1900 года, Финке работал в университетской библиотеке Гейдельберга: сначала в качестве куратора, а с 1912 — в качестве библиотекаря. В 1922 году он стал старшим библиотекарем; в 1934 году он временно возглавил библиотеку (в январе 1934 года стал почетным профессором эпиграфики и нумизматики), а в 1935 — стал заместителем директора. В летнем семестре 1935 года проводил занятия по греческой и латинской эпиграфике. С конца 1945 года до своей смерти в 1947 году Финке являлся директором библиотеки и университетского архива в Гейдельберге. Состоял членом-корреспондентом Германского археологического института и редактировал XIII том «Свода латинских надписей».

## Работы
- Ammianus Marcellinus und seine Quellen zur Geschichte der Römischen Republik. Dissertation Heidelberg 1904.
- Совместно с Alfred von Domaszewski: Neue Inschriften. In: Bericht über die Fortschritte der römisch-germanischen Forschung 3, 1906/07, S. 54-120. 200—213.
- Neue Inschriften. Nachträge zu den neuen Inschriften. Register zu den neuen Inschriften nebst Nachträgen. In: Bericht der Römisch-Germanischen Kommission 17, 1927, S. 1*-2*. 1-107. 198—231.